# Campionati austriaci di sci alpino 1997
I Campionati austriaci di sci alpino 1997 si svolsero nella Pitztal e a Sankt Anton am Arlberg tra il 1º e l'11 aprile. Il programma incluse gare di discesa libera, supergigante, slalom gigante, slalom speciale e combinata, sia maschili sia femminili.
Trattandosi di competizioni valide anche ai fini del punteggio FIS, vi parteciparono anche sciatori di altre federazioni, senza che questo consentisse loro di concorrere al titolo nazionale austriaco.

## Risultati

### Uomini

#### Discesa libera
| Pos. | Atleta               | Nazione  | Tempo   |
| ---- | -------------------- | -------- | ------- |
| 1    | Josef Strobl         | Austria  | 1:13,03 |
| 2    | Norbert Holzknecht   | Austria  | 1:13,52 |
| 3    | Fritz Strobl         | Austria  | 1:13,67 |
| 4    | Andreas Schifferer   | Austria  | 1:13,76 |
| 5    | Patrick Ortlieb      | Austria  | 1:13,83 |
| 6    | Hannes Trinkl        | Austria  | 1:13,97 |
| 7    | Werner Franz         | Austria  | 1:14,15 |
| 8    | Roland Assinger      | Austria  | 1:14,22 |
| 9    | Christian Pichler    | Austria  | 1:14,36 |
| 10   | Christian Deißenböck | Germania | 1:14,38 |

Data: 9 aprile

Località: Pitztal

#### Supergigante
| Pos. | Atleta             | Nazione | Tempo   |
| ---- | ------------------ | ------- | ------- |
| 1    | Andreas Schifferer | Austria | 1:21,51 |
| 2    | Fritz Strobl       | Austria | 1:22,19 |
| 3    | Josef Strobl       | Austria | 1:22,27 |
| 4    | Hannes Trinkl      | Austria | 1:22,51 |
| 5    | Werner Franz       | Austria | 1:22,83 |
| 6    | Stephan Eberharter | Austria | 1:22,93 |
| 7    | Roland Assinger    | Austria | 1:23,17 |
| 8    | Günther Mader      | Austria | 1:23,60 |
| 9    | Rainer Salzgeber   | Austria | 1:23,88 |
| 10   | Christoph Gruber   | Austria | 1:23,90 |

Data: 11 aprile

Località: Pitztal

#### Slalom gigante
| Pos. | Atleta             | Nazione | Tempo   |
| ---- | ------------------ | ------- | ------- |
| 1    | Hans Knauß         | Austria | 2:22,15 |
| 2    | Rainer Salzgeber   | Austria | 2:22,35 |
| 3    | Heinz Schilchegger | Austria | 2:23,19 |
| 4    | Christian Greber   | Austria | 2:23,41 |
| 5    | Benjamin Raich     | Austria | 2:23,44 |
| 6    | Stefan Curra       | Austria | 2:24,18 |
| 7    | Christoph Gruber   | Austria | 2:24,36 |
| 8    | Thomas Lödler      | Croazia | 2:24,68 |
| 9    | Rainer Schönfelder | Austria | 2:25,24 |
| 10   | Mario Reiter       | Austria | 2:25,29 |

Data: 2 aprile

Località: Sankt Anton am Arlberg

#### Slalom speciale
| Pos. | Atleta               | Nazione | Tempo   |
| ---- | -------------------- | ------- | ------- |
| 1    | Thomas Sykora        | Austria | 1:43,48 |
| 2    | Mario Reiter         | Austria | 1:44,73 |
| 3    | Thomas Stangassinger | Austria | 1:44,87 |
| 4    | Benjamin Raich       | Austria | 1:46,19 |
| 5    | Heinz Schilchegger   | Austria | 1:46,23 |
| 6    | Kilian Albrecht      | Austria | 1:46,27 |
| 7    | Rainer Schönfelder   | Austria | 1:46,79 |
| 8    | Markus Kirchner      | Austria | 1:46,91 |
| 9    | Michael Walchhofer   | Austria | 1:47,14 |
| 10   | Mario Matt           | Austria | 1:47,30 |

Data: 1º aprile

Località: Sankt Anton am Arlberg

#### Combinata
| Pos. | Atleta           | Nazione |
| ---- | ---------------- | ------- |
| 1    | Christoph Gruber | Austria |
| 2    | Mario Reiter     | Austria |
| 3    | Rainer Salzgeber | Austria |

Data: 1º-9 aprile

Località: Pitztal, Sankt Anton am Arlberg

Classifica stilata attraverso i piazzamenti ottenuti
in discesa libera, slalom gigante e slalom speciale

### Donne

#### Discesa libera
| Pos. | Atleta                | Nazione | Tempo   |
| ---- | --------------------- | ------- | ------- |
| 1    | Brigitte Obermoser    | Austria | 1:16,61 |
| 2    | Alexandra Meissnitzer | Austria | 1:17,24 |
| 3    | Michaela Dorfmeister  | Austria | 1:17,64 |
| 4    | Veronika Thanner      | Austria | 1:17,86 |
| 5    | Karin Blaser          | Austria | 1:17,96 |
| 6    | Martina Lechner       | Austria | 1:18,41 |
| 7    | Eveline Rohregger     | Austria | 1:18,45 |
| 8    | Karin Truppe          | Austria | 1:18,57 |
| 9    | Selina Heregger       | Austria | 1:18,90 |
| 10   | Kerstin Reisenhofer   | Austria | 1:19,25 |

Data: 9 aprile

Località: Pitztal

#### Supergigante
| Pos. | Atleta                | Nazione  | Tempo   |
| ---- | --------------------- | -------- | ------- |
| 1    | Michaela Dorfmeister  | Austria  | 1:29,60 |
| 2    | Karin Blaser          | Austria  | 1:30,42 |
| 3    | Alexandra Meissnitzer | Austria  | 1:31,29 |
| 4    | Brigitte Obermoser    | Austria  | 1:31,64 |
| 5    | Eveline Rohregger     | Austria  | 1:32,19 |
| 6    | Tanja Schneider       | Austria  | 1:32,52 |
| 7    | Martina Lechner       | Austria  | 1:32,73 |
| 8    | Linda Alpiger         | Svizzera | 1:33,16 |
| 9    | Michaela Kofler       | Austria  | 1:33,41 |
| 10   | Alexandra Holzmann    | Austria  | 1:33,99 |

Data: 11 aprile

Località: Pitztal

#### Slalom gigante
| Pos. | Atleta                    | Nazione  | Tempo   |
| ---- | ------------------------- | -------- | ------- |
| 1    | Anita Wachter             | Austria  | 1:45,52 |
| 2    | Alexandra Holzmann        | Austria  | 1:48,74 |
| 2    | Eveline Rohregger         | Austria  | 1:48,74 |
| 4    | Carolina Waidhofer-Dummer | Austria  | 1:49,19 |
| 5    | Sonja Stadler             | Austria  | 1:49,31 |
| 6    | Simone Behringer          | Germania | 1:50,32 |
| 7    | Katarina Breznik          | Slovenia | 1:50,92 |
| 8    | Stefanie Wolf             | Germania | 1:50,94 |
| 9    | Andrea Österle            | Austria  | 1:50,96 |
| 10   | Veronika Thanner          | Austria  | 1:51,89 |

Data: 2 aprile

Località: Sankt Anton am Arlberg

#### Slalom speciale
| Pos. | Atleta                    | Nazione | Tempo   |
| ---- | ------------------------- | ------- | ------- |
| 1    | Sabine Egger              | Austria | 1:42,09 |
| 2    | Anita Wachter             | Austria | 1:42,11 |
| 3    | Elfi Eder                 | Austria | 1:42,72 |
| 4    | Veronika Kappaurer        | Austria | 1:44,40 |
| 5    | Alexandra Holzmann        | Austria | 1:44,64 |
| 6    | Carolina Waidhofer-Dummer | Austria | 1:45,03 |
| 7    | Michaela Dorfmeister      | Austria | 1:45,70 |
| 8    | Karin Blaser              | Austria | 1:45,95 |
| 9    | Ingrid Stöckl             | Austria | 1:46,74 |
| 10   | Eveline Rohregger         | Austria | 1:47,29 |

Data: 1º aprile

Località: Sankt Anton am Arlberg

#### Combinata
| Pos. | Atleta             | Nazione |
| ---- | ------------------ | ------- |
| 1    | Eveline Rohregger  | Austria |
| 2    | Alexandra Holzmann | Austria |
| 3    | Selina Heregger    | Austria |

Data: 1º-9 aprile

Località: Pitztal, Sankt Anton am Arlberg

Classifica stilata attraverso i piazzamenti ottenuti
in discesa libera, slalom gigante e slalom speciale